# عدوان (قبيلة)
عَدْوان قبيلة قيسية عدنانية والنسبة إليها العَدْواني من قبائل الحجاز يسكنون الطائف وهي ثاني قبيلتين تعرف تاريخيا بقبائل جديلة قيس. واشتهر منهم عامر بن الظرب العدواني.

## نسب القبيلة
يعود نسب قبيلة عدوان الى:
- عدوان وأسمه الحارث بن عمرو بن قيس عيلان بن مضر بن نزار بن معد بن عدنان.[2][3][4][5]

###### أسره عدوان
- (ام عدوان) وهي (جديلة بنت مدركة بن إلياس بن مضر بن نزار بن معد بن عدنان).
- (زوجة عدوان) وهي (ماوية بنت سويد بن غطريف الأزدية) ومنها جميع ولدة.

###### إخوة عدوان
- (أخ عدوان) وهو فهم بن عمرو بن قيس عيلان جد قبيلة بني فهم.

- (اخت عدوان) هند بنت عمرو زوجة محارب بن خصفة بن قيس وقيل كنانة بن خزيمة.

###### أخوال عدوان
- هذيل بن مدركة بن إلياس بن مضر جد قبيلة هذيل.
- خزيمة بن مدركة بن إلياس بن مضر جد قبيلة كنانة.

اجمع علماء الأنساب المتقدمون والمتأخرون على نسبتها إلى عَدْوان وهو الحارث بن عمرو بن قيس عيلان بن مضر بن نزار بن معد بن عدنان من ولد إسماعيل بن إبراهيم عليهما السلام، ولذا كانت العرب تطلق على قبيلتي عَدْوان وفهم جديلة قيس نسبة لامهما جديلة.
ولد عَدْوان في القرن الخامس قبل الهجرة بمكة من تهامة، و، وأنجب من الذكور ثلاثة وهم: زيد ويشكر ودوس، ومن الإناث عاتكة وهي عكرشة الحصان جدة فهر بن مالك بن النضر بن كنانة بن خزيمة بن مدركة وفهر هو قريش.

## سبب تسميتهم بعدوان
لقب جدهم الحارث بعدوان لأنه اعتدى على أخيه فهم جد قبيلة فهم فقتله ، وقيل فقأ عينه، هكذا قال النسابة الأولون. وقد غلب عليه ذلك اللقب فحل اسم عدوان محل الحارث وبه عُرف هو وبنوه. ومعنى عدوان في اللغة بمعنى عدا عليه أي ظلمه وتجاوز حده، يقال: عدا عليه من العدوان يعدو عدواً وعُدو أو عدوانا إذا جار عليه.

## تفرعات عدوان الأساسية
تزوج عدوان بن عمرو بن قيس عيلان ماوية بنت سويد بن الغطريف الأزدية وأنجب منها أربعة من الأبناء ثلاثة من الولد وبنت واحدة وهم:
- زيد.
- يشكر.
- دوس. ويقال انهم قبيلة دوس في الأزد[10]
- عاتكة.

## التاريخ
بلغت قبيلة عَدْوان اوج قوتها وعنفوانها حتى سادت على قبائل قيس، واجتمعت حولها قبائل: هوازن وسليم وغطفان وفهم ومحارب وباهلة وغنى، والتفت حول عامر بن الظَّرِب العَدْواني حكيم العرب وقاضيهم، حتى كان من عَدْوان ان تزعمت قبائل معد بن عدنان يوم البيداء في حربهم ضد مذحج، واجلت عدوان ومعها قبائل نزار قبيلة قضاعة من غور تهامة، وغلبت العماليق في الطائف وأخرجت إياد من الطائف,  كما نازعت عَدْوان خزاعة على ولاية البيت الحرام، وكانت الإفاضة في موسم الحج في عَدْوان حتى جاء الإسلام فلا ينصرف الحجاج من عرفة حتى يجيزهم رجل من بني زيد من عَدْوان وكان اخر من أجاز للحجاج قبل الإسلام أبو سيارة عميلة بن الأعزل العَدْواني.
وكان على اثر الجوار الجغرافي والتقارب الاجتماعي والنمو القبلي وما تعرضت له عَدْوان لاحقا من احداث، ان تكونت علاقات عميقة ومتينة بين قبيلة عَدْوان وقبائل هوازن وقريش وأزد السراة وهذيل وغطفان، اما مصاهرة أو حلف أو مولاة، وترتب على ذلك أن تكون قبيلة عَدْوان من قبائل الحمس من قِبل الولادة، والتي تضم بجانب عَدْوان كلاً من: قريش وكنانة وما ولدت الهون بن خزيمة والغوث وثقيف وبني ربيعة بن عامر بن صعصعة من قِبل الولادة،
وفي القرن الأول قبل الهجرة النبوية فقدت عَدْوان سيطرتها على زعامة قيس، بعد أن كثر ساداتها واتسعت فروعها وتنازع بطنان عظيمان من بطونها وهم بنو ناج بن يشكر مع بنو عوف بن سعد بن ظرب بن عمرو بن عياذ بن يشكر فتنافروا وتحاربوا، ونتيجة هذه الأحداث دخلت احياء من عدوان في غيرها،  فدخلت بنو جذيمة من عَدْوان في بني كنة من ثقيف إخوانهم من الأم ، ودخل بنو الحارث من عَدْوان مع الأزد، وحالفت بنو خارجة من عَدْوان بنو جهينة،  وعقدت بنو الدرعاء من عدوان حلفا مع بنو سهم من هذيل، وحالفت بنو وابش من عَدْوان بنو صاهلة من هذيل، وحالفت بنو حجر من عَدْوان بنو عمرو من بني أسد خزيمة. وعندما وقعت حرب الفجار شاركت عدوان ضمن قبائل قيس في حربها ضد خندف 
- يوم شمطة
- يوم العبلا
- يوم شرب
- يوم الحريرة.

وما زالت عَدْوان كذلك حتى ظهر الإسلام فدخلت فيه مع من كان في الحجاز، وشاركت في الفتوحات الإسلامية في فتح العراق ومصر والشام، وكان من امر قائد المسلمين خالد بن الوليد في معركة ذات السلاسل أن جعل على عَدْوان وفهم وهوازن خفصة أبا حنش العامري. ونتيجة الفتوحات الإسلامية نزلت فروع من عَدْوان الى العراق والشام والفسطاط في مصر واستقروا جزء منهم فيها، وصار لقبيلة عَدْوان فيها أحياء ونواحي خاصة لهم شأنهم شأن قبائل العرب الأخرى. ومن مصر انتقلت قبائل عَدْوان إلى المغرب العربي ومنهم من نزل بلاد الأندلس، ومن العراق انتقل آخرين إلى بلاد فارس وما ورائها مع المد الإسلامي. ومع ذلك ضل لعَدْوان باقية في ديارها من أرض الحجاز وتهامة فكان بنو الظرب وبنو علقة وبنو زائد وبنو وهدان وبنو رهم وبنو سعد في ديارهم. كما شهد القرن الخامس الهجري هجرة كبيرة لقبائل من بني هلال وسليم وغطفان وعَدْوان وفهم إلى بلاد المغرب العربي، حيث اتخذت قبيلة عَدْوان من وادي سوف، والذي يقع في الجنوب الغربي من تونس وبالقرب من الجزائر شرقا مقصداً لها.

## مشاهير قبيلة عدوان
- الصحابي ثقاف بن عمرو العدواني
- الصحابي خالد بن ربيعه العدواني
- الصحابي خالد بن جبل العدواني
- الصحابي ربيعة بن قيس العدواني
- الصحابي سمرة بن ربيعه العدواني
- الصحابي عبد بن عبد العدواني
- الصحابي عمارة بن عوف العدواني
- الصحابي فضالة بن زيد العدواني
- الصحابي سعد بن جنادة العدواني أول من أسلم من أهل الطائف
- عامر بن الظرب العدواني حكيم العرب وقاضي عكاظ
- الفارس ذو الإصبع العدواني شاعر جاهلي صاحب القصيدة النونية
- أبو سيارة العدواني كان يفيض بالناس من مزدلفة
- النابغة العدواني
- يحي بن يعمر العدواني أول من نقط المصحف الشريف واهداه لابن سيرين
- محمد بن بشير الخارجي العدواني شاعر أموي ذكرة الاصفهاني في الأغاني
- الفضيل بن بزوان العدواني كان خيرا من أهل كوفة قتله الحجاج لرفضه تولي أمر الكوفة
- عطية العوفي العدواني فقيه ومحدث من الثقاة
- الفارس فاضل الصهيبي العدواني
- محمد بن جمهور العدواني أحد قادة الشريف سعيد الحسني وقد اخمد ثورة العبيد بمكة عام 1116هجري
- عثمان المضايفي أمير الطائف والحجاز وساند الدولة السعودية الأولى ابان نشأتها وقتل في سبيل ذلك وكان وزير الشريف غالب
- الشيخ سليمان بن جمهور العدواني كان قاضي في رنية وثم مستشار في مكة المكرمة وثم قاضي في أبها
- أحمد مشاري العدواني مؤلف النشيد الوطني لدولة الكويت
- قيس بن مسلم العدواني الجدلي
- محمد بن فرقد بن عون العدواني من أهل سرقسطة [23]

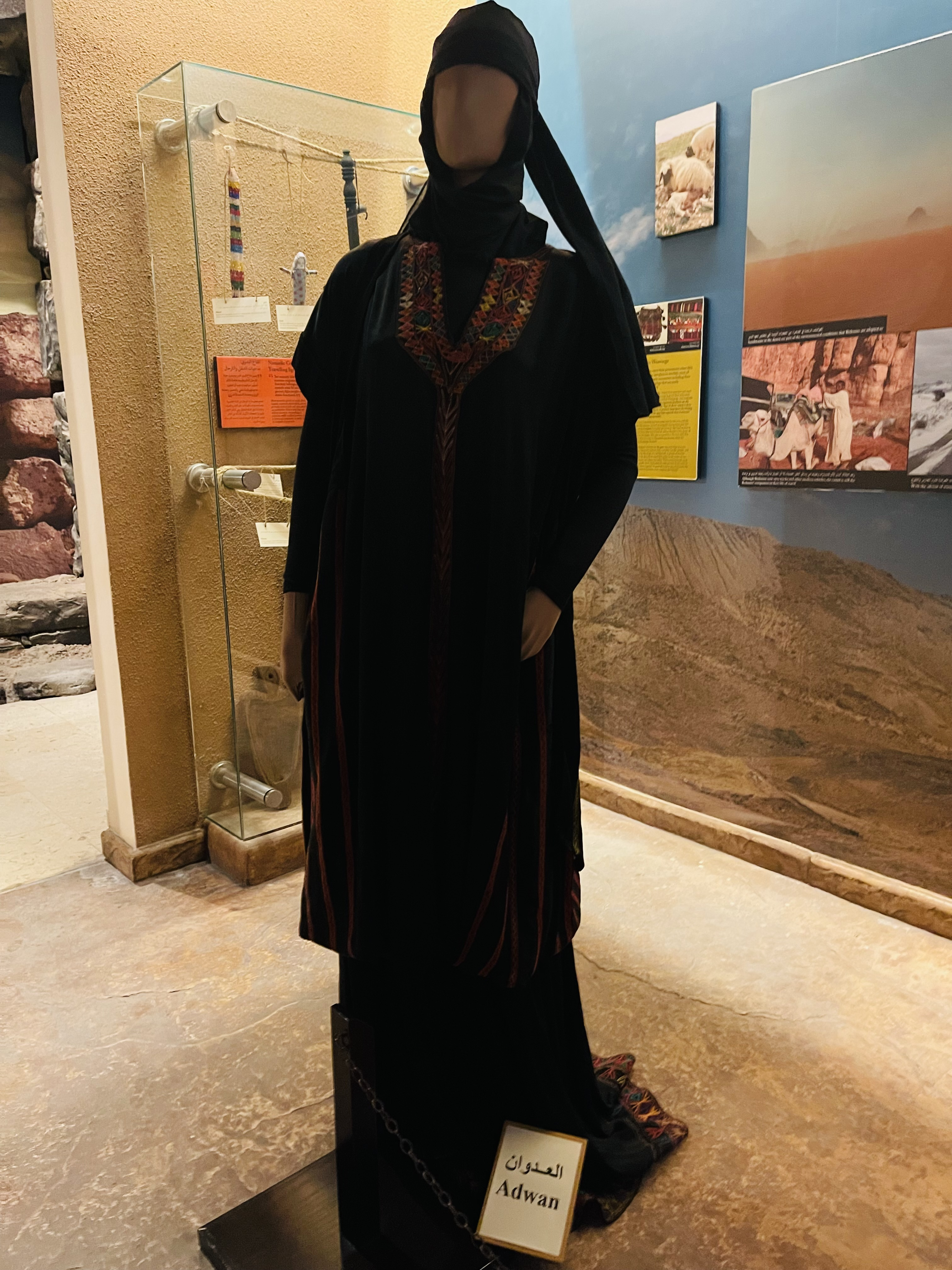
الزي التقليدي لسيدات قبيلة عدوان

## فروع القبيلة المعاصرة

### السعودية
- الجماهره ومن أفخاذهم:
  - ذوو عبد الرحمن،
  - وذوو سليمان،
  - وذوو مسعود.
- الحزاما ومن أفخاذهم:
  - ذوو دخيل الله،
  - وذوو علي.
- الخماميش ومن أفخاذهم:
  - اللهامقه ويقال لهم ذوو سالم،
  - ذوو سنان،
  - ذوو مبارك،
  - ذوو هريس،
  - ذوو سعد وهؤلاء جميعا ينتسبون إلى جارالله بن حمود بن سيف بن سحيم العدواني[24]
- ذوي مساعيد بن عميق في الخضيرة وينتسبون للحزاما من عدوان [25]
  - ذوو بنيه.
  - ذوو شعيل.
  - ذوو ثنيان.
  - الجهنان: يسكنون مكة وضواحيها.
- قبيلة متعان العدوانية في تهامة